# Apostolisch vicariaat Napo
Het apostolisch vicariaat Napo (Latijn: Vicariatus Apostolicus Napensis) is een rooms-katholiek apostolisch vicariaat met als zetel Tena, hoofdstad van de provincie Napo, in Ecuador. Het apostolisch vicariaat is vrijgesteld en valt als immediatum direct onder de Heilige Stoel, zonder te behoren tot een kerkprovincie. Alle apostolisch vicarissen tot heden (2024) waren lid van de Congregatie van Sint-Jozef.

## Geschiedenis
Het apostolisch vicariaat werd opgericht op 7 februari 1871, uit delen van het aartsbisdom Quito. 

## Parochies
Het apostolisch vicariaat had in 2020 een oppervlakte van 24.600 km2 en telde 157.230 inwoners waarvan 89,4% rooms-katholiek was.

## Apostolisch vicarissen
- Emilio Cecco (28 april 1931 - 1938)
- Giorgio Rossi (23 mei 1938 - 22 januari 1941)
- Maximiliano Spiller (12 november 1941 - 27 april 1978)
  - Antonio Cabri (hulpbisschop: 9 mei 1974 - 27 juli 1974; overleden voordat hij de bisschopswijding kon ontvangen)
- Julio Parise Loro (27 april 1978 - 2 augustus 1996; hulpbisschop sinds 5 oktober 1974)
- Paolo Mietto (2 augustus 1996 - 11 juni 2010; coadjutor sinds 1 juli 1994)
- Celmo Lazzari (11 juni 2010 - 21 november 2013)
- Adelio Pasqualotto (12 december 2014 - 31 mei 2023)
  - Jesús Esteban Sádaba Pérez (apostolisch administrator: 31 mei 2023 - heden)
- sedisvacatie